# 1847 w polityce
Wydarzenia polityczne w 1847 roku.
- 8 stycznia – wojna amerykańsko-meksykańska: zwycięstwo Amerykanów w bitwie nad Rio San Gabriel[1].
- 10 stycznia – wojna amerykańsko-meksykańska: w wyniku zwycięstwa w bitwie pod La Mesa Amerykanie zajmują Los Angeles[2].
- 13 stycznia – wojna amerykańsko-meksykańska: układ z Cahuenga (Cahuenga Pass) - meksykański mjr. Andreas Pico podpisuje kapitulację resztek wojsk meksykańskich w Kalifornii[2].
- 23 lutego  – wojna amerykańsko-meksykańska: porażka wojsk meksykańskich dowodzonych przez gen. Santa Anna z dowodzonymi przez gen. Taylora Amerykanami w bitwie pod Buena Vista[3].
- 29 marca – wojna amerykańsko-meksykańska: kapitulacja meksykańskiego garnizonu Veracruz[4].
- 15 maja – wojna amerykańsko-meksykańska: Amerykanie zajęli Pueblę[5].
- 14 września – wojna amerykańsko-meksykańska: Amerykanie wkroczyli do miasta Meksyk[6].
- 16 września – wojna amerykańsko-meksykańska: rada miejska Meksyku rozkazała mieszkańcom zaprzestania oporu przeciwko amerykańskiej okupacji[7].

## Urodzili się
- August, książę Coimbry[8].

## Zmarli
- Vicente Rocafuerte, prezydent Ekwadoru[9].